# Ставропольский дендрарий
Дендрологического парк — Дендрарий Федерального государственного бюджетного научного учреждения «Ставропольский научно-исследовательский институт сельского хозяйства» — особо охраняемая природная территория федерального значения. Имеет прямоугольные очертания, вытянут с юго-запада на северо- восток. Рельеф имеет небольшой уклон к северу. Общая площадь около 15 га.
Основан в 1963 году академиком и директором Ставропольского научно-исследовательского института сельского хозяйства Александром Александровичем Никоновым. Первым озеленением занимался специально созданный отдел во главе с  Владимиром Трофимовичем Манжолой. В 1983 году дендропарком занялся, специально приглашённый ландшафтный художник Анатолий Иванович Залевский.
В дендрария собрано более 500 видов растений, принадлежащих к 92 родам и 33 семействам, в основном лиственных пород. Хвойные породы образуют крупные рощи и куртины, окружённые полянами и посадками берёз, клёнов, тополей, дубов, ясеней и других родов. Так же были созданы альпинарий, ирисарий и фонтан.